# IC 2194
IC 2194 ist eine Spiralgalaxie vom Hubble-Typ Sc im Sternbild Zwillinge auf der Ekliptik. Sie ist schätzungsweise 192 Millionen Lichtjahre von der Milchstraße entfernt und hat einen Durchmesser von etwa 65.000 Lichtjahren. 

Im selben Himmelsareal befinden sich u. a. die Galaxien IC 2192, IC 2193, IC 2196, IC 2197.
Das Objekt wurde am 9. Mai 1888 von Edward Emerson Barnard entdeckt.